# Tane McClure
Pour les articles homonymes, voir McClure.
Tane McClure, née le 8 juin 1958 à Pacific Palisades, Californie (États-Unis), est une actrice et productrice américaine.

## Biographie
Fille de l'acteur Doug McClure. Dans les années 1980, elle se faisait appeler Tahnee Cain. Elle dirigeait un groupe de musique, Tryanglz, avec son beau-frère de l'époque, Tommy « Mugs » Cain. Elle a inspiré la chanson du groupe Journey dont faisait partie son mari, Jonathan Cain.
Elle a composé et exécuté des chansons du film Terminator (1984).

### Vie familiale
Mariée à :
- Jonathan Cain, divorcés ;
- Gary Arendtz (17 juillet 2001), un enfant.

## Filmographie

### Comme actrice
- 1986 : Fou à tuer (Crawlspace) : Sophie Fisher
- 1987 : Death House : Tanya Karrington
- 1987 : Commando Squad : Sunny
- 1989 : Death Spa : Vicky
- 1991 : Night Visions
- 1991 : Hot Under the Collar : Rowena
- 1992 : Inside Out II (vidéo) : Melanie Moss (segment « Mis-Apprehended »)
- 1994 : Surf, Sand and Sex : Fourth Woman
- 1995 : Caged Hearts : Sharon
- 1995 : Target of Seduction : Lauren
- 1995 : Midnight Tease II : Lacy
- 1995 : Lap Dancing : Claudia
- 1995 : Married People, Single Sex II: For Better or Worse : House Buyer
- 1995 : Revenge of the Calendar Girls : Calendra
- 1995 : Assault of the Party Nerds 2: The Heavy Petting Detective : Headi
- 1995 : Riders in the Storm : Trina
- 1995 : Bikini Drive-In : Mandy
- 1995 : Sherman Oaks (série TV) : Verna Maxwell (1996)
- 1996 : Sexual Roulette : Sherry Landis
- 1996 : Babe Watch: Forbidden Parody : Bodacia
- 1996 : Vice Academy 5 : Jean Capri
- 1996 : Jimi : Tane
- 1996 : Buddy Blue (Who Killed Buddy Blue?) : Moira
- 1996 : Stripshow : Raquel
- 1997 : The Last Embrace : Amanda
- 1997 : Night Shade : Charmagne
- 1997 : Lust: The Movie (vidéo) : Anne
- 1997 : Lovers, Liars and Thieves : Madam
- 1997 : Sexual Impulse : Kali
- 1997 : Scorned 2 : Amanda Foley
- 1998 : The Waterfront : Maggie Templeton
- 1998 : Sweetheart Murders : Francesca
- 1998 : Rêves défendus (Illicit Dreams 2) : Lynn Barrett
- 1998 : Indian Ninja (Inferno) : Callista
- 1998 : Las Vegas Parano (Fear and Loathing in Las Vegas) : Lounge Lizard
- 1998 : Border to Border : Alien Watcher's Wife
- 1999 : The Escort III (vidéo) : Cassandra Reed
- 1999 : The Pleasure Zone: Volume 1 - Partners (vidéo) : Celia (segment « Of a Feather »)
- 1999 : Go : Holly
- 2000 : Shadow Hours : Keesha
- 2000 : Bare Deception (TV) : Julia Collins
- 2000 : Sexe Intentions 2 (Cruel Intentions 2) (vidéo) : Bunny Claymon
- 2001 : La Revanche d'une blonde (Legally Blonde) : Elle's Mother
- 2002 : Tequila Express : Diane, Rogers
- 2002 : Behind Closed Doors (TV) : Woman
- 2002 : The Chosen Few : Sienna Barr
- 2002 : Trance : Catherine Santorini
- 2002 : Fatal Kiss (TV) : Temptress
- 2003 : Treasure Hunt (vidéo) : Ginger LaMarca
- 2003 : La blonde contre-attaque (Legally Blonde 2: Red, White & Blonde) : Elle's Mother

### Comme productrice
- 2002 : Trance